# Stefano Masciarelli
Stefano Masciarelli (Roma, 14 febbraio 1958) è un comico, attore, doppiatore e imitatore italiano.

## Biografia
Volto noto per i numerosi ruoli interpretati in alcuni film comici e varie fiction, per i personaggi di cartoon doppiati e per le apparizioni comiche in varie trasmissioni televisive. La famiglia del padre era di Pescara del Tronto. In gioventù prestò il servizio militare a Portogruaro presso il 13º Battaglione Trasmissioni "Mauria" della 3ª Brigata missili "Aquileia" venendo successivamente distaccato a Verona alla Squadra Atleti della Brigata. Lì iniziò a mostrare le sue doti di attore recitando un brano intitolato La preghiera del soldato e riuscendo in questo modo ad sorprendere e ammutolire tutti i commilitoni presenti. Ha iniziato poi a lavorare prima come cameriere e poi come bagnino di salvataggio e istruttore di windsurf nella sezione CRAL del Ministero della Giustizia di Ostia. Dopo l'esperienza "marina" per sette anni ha svolto il lavoro di guardia giurata presso la società Metropol di roma
La svolta per lui arriva quando, a suo dire, notò un annuncio di Canale 5, in Viale Libia, in cui si comunicava la ricerca da parte della rete televisiva di un comico capace di imitare la voce di Gianni Agnelli. Dopo 15 giorni fu riconvocato e messo sotto contratto da Terzoli e Vaime. La consacrazione nel mondo dello spettacolo arrivò grazie alla trasmissione Rai Avanzi di Serena Dandini e successivamente con Tunnel nel 1993.
Segnalato da Renzo Arbore alla compagna Mara Venier, un anno dopo partecipò alla trasmissione di Rai 1 Domenica in (stagioni 1994 e 1995), tornando poi nelle edizioni 2002 e 2003 sempre con Mara Venier e nel 2015-16 sotto la direzione artistica di Maurizio Costanzo e la conduzione di Paola Perego. È stato testimonial nel 1995 della Pernigotti e nel 1998 della maionese Kraft, mentre nel 2008 compare in una pubblicità di pillole dimagranti in cui mostra i presunti effetti del prodotto, e interpreta l'ispettore Sergio Lorenzi in Donna detective. Nel 2015 compare in due promo e in una puntata della web serie Romanzo demenziale - Matti da legare.
È ricordato anche per aver partecipato, nel 1992, al progetto Rokko e i Suoi Fratelli, condiviso assieme a Corrado Guzzanti, Pier Francesco Loche ed Antonello Fassari: con questa band ha pubblicato il singolo Avanzi e poi l'album Sopravvoliamo.
Grande tifoso della Roma, ad aprile 2025 riceve un riconoscimento speciale in Campidoglio nell’ambito del Premio “Sette Colli”.

## Filmografia parziale

### Cinema
- Prima le donne e i bambini, regia di Martina D'Anna (1992)
- Un orso chiamato Arturo, regia di Sergio Martino (1992)
- Mille bolle blu, regia di Leone Pompucci (1993)
- La piccola apocalisse, regia di Costa-Gavras (1993)
- Italia Village, regia di Giancarlo Planta (1993)
- Dellamorte Dellamore, regia di Michele Soavi (1994)
- Gratta e vinci, regia di Ferruccio Castronuovo (1996)
- La classe non è acqua, regia di Cecilia Calvi (1996)
- Simpatici & antipatici, regia di Christian De Sica (1998)
- Frigidaire - Il film, regia di Giorgio Fabris (1998)
- Fantozzi 2000 - La clonazione, regia di Domenico Saverni (1999)
- Se lo fai sono guai, regia di Michele Massimo Tarantini (2001)
- Ladri di barzellette, regia di Bruno Colella e Leonardo Giuliano (2004)
- Le ragioni dell'aragosta, regia di Sabina Guzzanti (2007)
- Torno indietro e cambio vita, regia di Carlo Vanzina (2015)
- Mi rifaccio il trullo, regia di Vito Cea (2016)
- Un figlio a tutti i costi, regia di Fabio Gravina (2018)

### Televisione
- Chiara e gli altri - serie TV (1989)
- College - serie TV (1990)
- Dalla notte all'alba, regia di Cinzia TH Torrini - miniserie TV (1992)
- L'ombra della sera, regia di Cinzia TH Torrini - miniserie TV (1994)
- Olimpo Lupo - Cronista di nera, regia di Fabrizio Laurenti - film TV (1995)
- Dio vede e provvede - serie TV (1997)
- Disokkupati - serie TV (1997)
- Don Matteo - serie TV, episodio 1x15 (2000)
- Vola Sciusciù, regia di Joseph Sargent - film TV (2000)
- Tequila & Bonetti - serie TV (2000)
- Cuccioli, regia di Paolo Poeti - miniserie TV (2002)
- Ma il portiere non c'è mai? - serie TV (2002)
- Le ragazze di Miss Italia, regia di Dino Risi - film TV (2002)
- Ugo - serie TV (2002)
- La palestra, regia di Pier Francesco Pingitore - film TV (2003)
- Il veterinario, regia di José María Sánchez - miniserie TV (2005)
- Distretto di Polizia, regia di Lucio Gaudino - serie TV, episodio 5x10 (2005)
- Lo zio d'America - serie TV (2006)
- Donna detective - serie TV (2007-2010)

## Teatro
- Chi fa per tre (1990)
- Il governo delle donne (1992)
- I Cavalieri della Tavola Rotonda (1995)
- C'è modo e modo (1996)
- Miles gloriosus (1998)
- X-Y fecondazione artificiale (1999)
- Come sarò ieri (1999)
- Ciò che vide il maggiordomo (2000)
- I Menecmi (2003)
- Uccelli (2003)
- Anfitrione (2002)
- Coppie in multiproprietà (2004)
- Amore & Audience (2005)
- Hairspray (2008)
- Aladin - il musical (2011)

## Programmi televisivi
- Un fantastico tragico venerdì (Rete 4, 1986-1987)
- Scusate l'interruzione (Rai 3, 1990)
- Avanzi (Rai 3, 1992)
- Tunnel (Rai 3, 1994)
- Domenica in (Rai 1, 1994-1995, 2002-2003, 2015-2016)
- Retromarsh!!! (Telemontecarlo, 1996)
- Faccia tosta (Rai 1, 1997)
- L'Italia sul 2 (Rai 2, 2004)
- Ballando con le stelle (Rai 1, 2005) concorrente
- Notti sul ghiaccio (Rai 1, 2006) concorrente
- Quelli che... il calcio (Rai 2, 19 novembre 2006)
- Stasera tutto è possibile (Rai 2, 2015)

## Pubblicità
- Eg (1988)
- Scarabeo (1989)
- Pernigotti (1995)
- Kraft (1998)
- Giorno e Notte (2008)

## Doppiaggio

### Cinema
- Dany Boon in Giù al nord, L'esplosivo piano di Bazil, Niente da dichiarare?
- Jeff Daniels in Scemo e più scemo, Scemo & + scemo 2
- Richard Jeni in The Mask
- Hugh Bonneville in Notting Hill
- Christian Clavier in I visitatori 2 - Ritorno al passato
- Judge Reinhold in Santa Clause

### Film d'animazione
- Scorza in Alla ricerca di nemo & Alla ricerca di Dory
- Stecco in A Bug's Life - Megaminimondo
- Atanasio/ Vento del Nord in La leggenda del Vento del Nord, Il ritorno del Vento del Nord
- Gufo in Il settimo fratellino

### Serie animate
- Magaxis in I mondi sommersi